# 白夜 (陀思妥耶夫斯基)

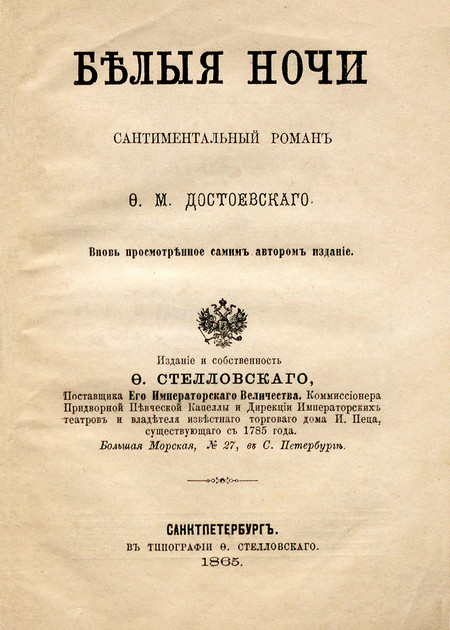
《白夜》第一版封面

《白夜》（俄语：Белые ночи, Belye nochi）是费奥多尔·米哈伊洛维奇·陀思妥耶夫斯基的一部短篇小说，出版于1848年。
如同陀思妥耶夫斯基的许多小说一样，《白夜》采用第一人称叙事，叙述者是一位住在圣彼得堡的孤独的年轻男子，结识并爱上了一位年轻女子，但是这份爱情没有得到回报，因为这位女子思念她的爱人，并最终与他团聚。
《白夜》已被意大利、苏联、法国、伊朗、印度、美国等国改编为电影。